# Rolls-Royce Phantom VII

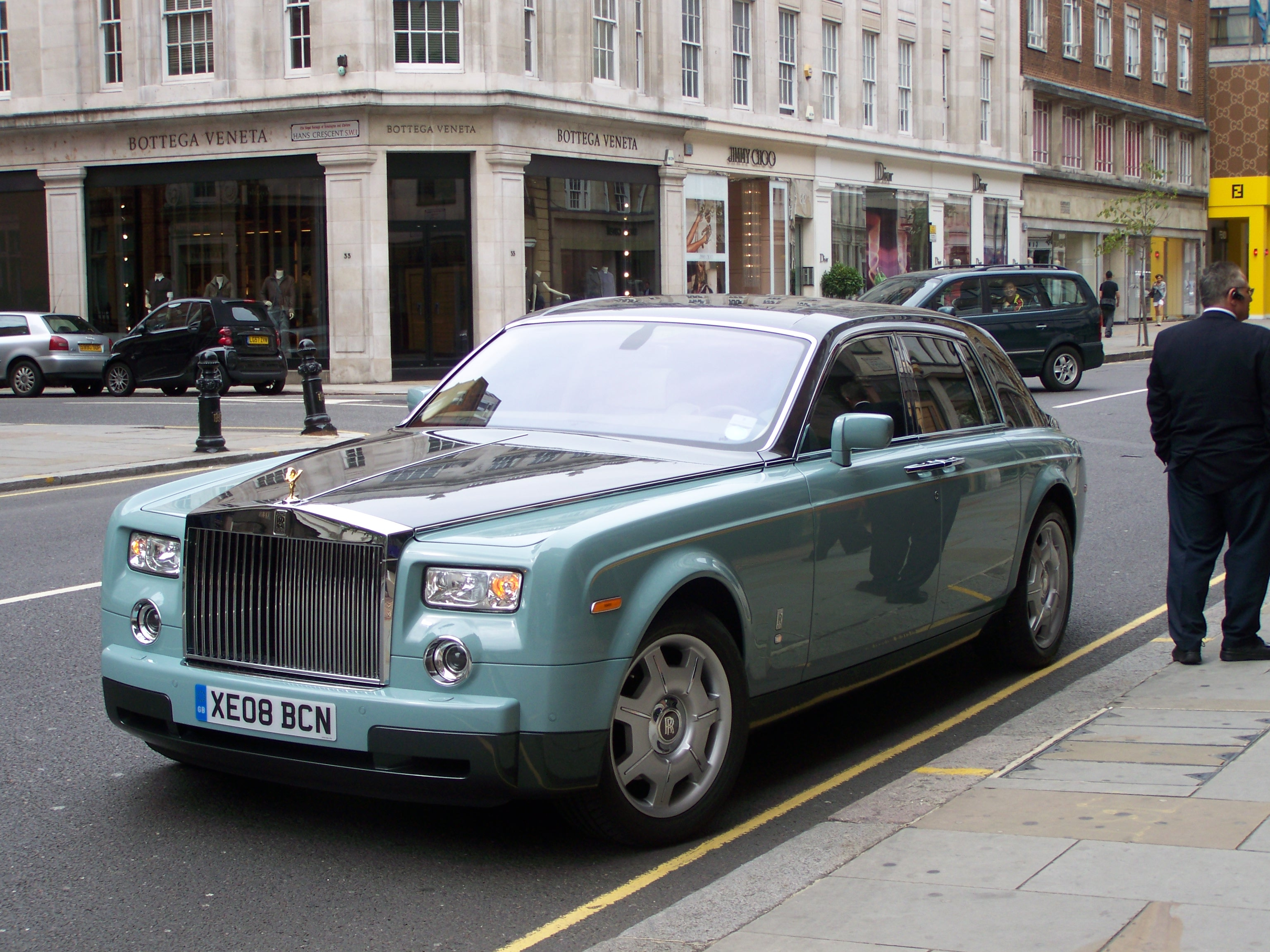
Rolls-Royce Phantom v Londýně

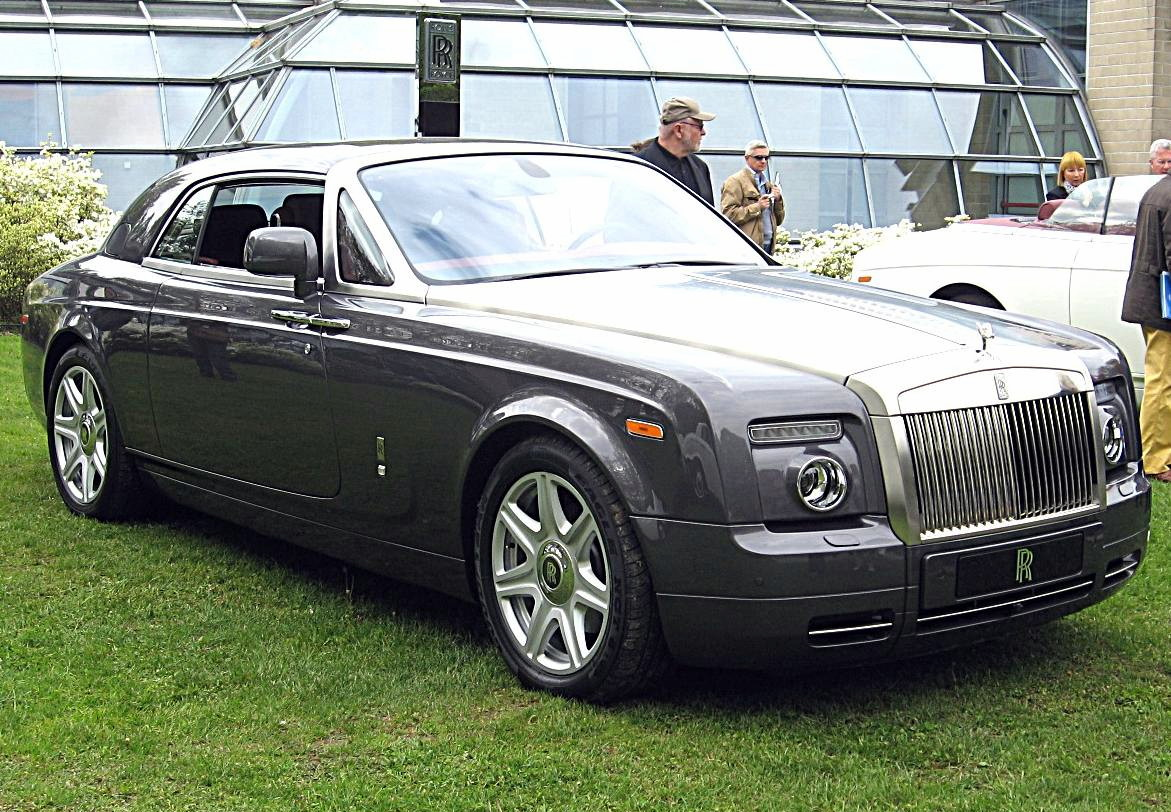
Rolls-Royce Phantom kupé

Rolls-Royce Phantom je luxusní automobil, který od roku 2003 vyrábí britská automobilka Rolls-Royce Motor Cars.

## Verze
| Rolls-Royce Phantom                | sedan     | od 2003 |
| Rolls-Royce Phantom Drophead Coupé | kabriolet | od 2007 |
| Rolls-Royce Phantom Coupé          | kupé      | od 2008 |

Jiný model se stejným názvem je Rolls-Royce Phantom VI (1968-1991).

## Technická data (sedan)
- Motor: V12 6.75 liter (6749 cm³), 4 ventily na válec
- Průměr x zdvih: 92,00 mm x 84.60 mm
- Kompresní poměr: 11,0:1
- Maximální výkon: 459 hp (338 kW) při 5350 ot / min
- Maximální točivý moment: 720 N • m při 3500 ot. / min
- Zrychlení 0-100 km/h: 6,0 sekundy
- Maximální rychlost: 240 km/h
- Průměrná spotřeba paliva: 15,9 l/100 km

## Produkce
| Rok    | Vozidla |
| ------ | ------- |
| 2003   | 300     |
| 2004   | 792     |
| 2005   | 796     |
| 2006   | 805     |
| 2007   | 1 010   |
| 2008   | 1 212   |
| 2009   | 835     |
| 2010   | 537     |
| 2011   | 818     |
| 2012   | 789     |
| 2013   | 854     |
| 2014   | 602     |
| 2015   | 488     |
| 2016   | 389     |
| 2017   | 100     |
| celkem | 10 327  |

## Galerie

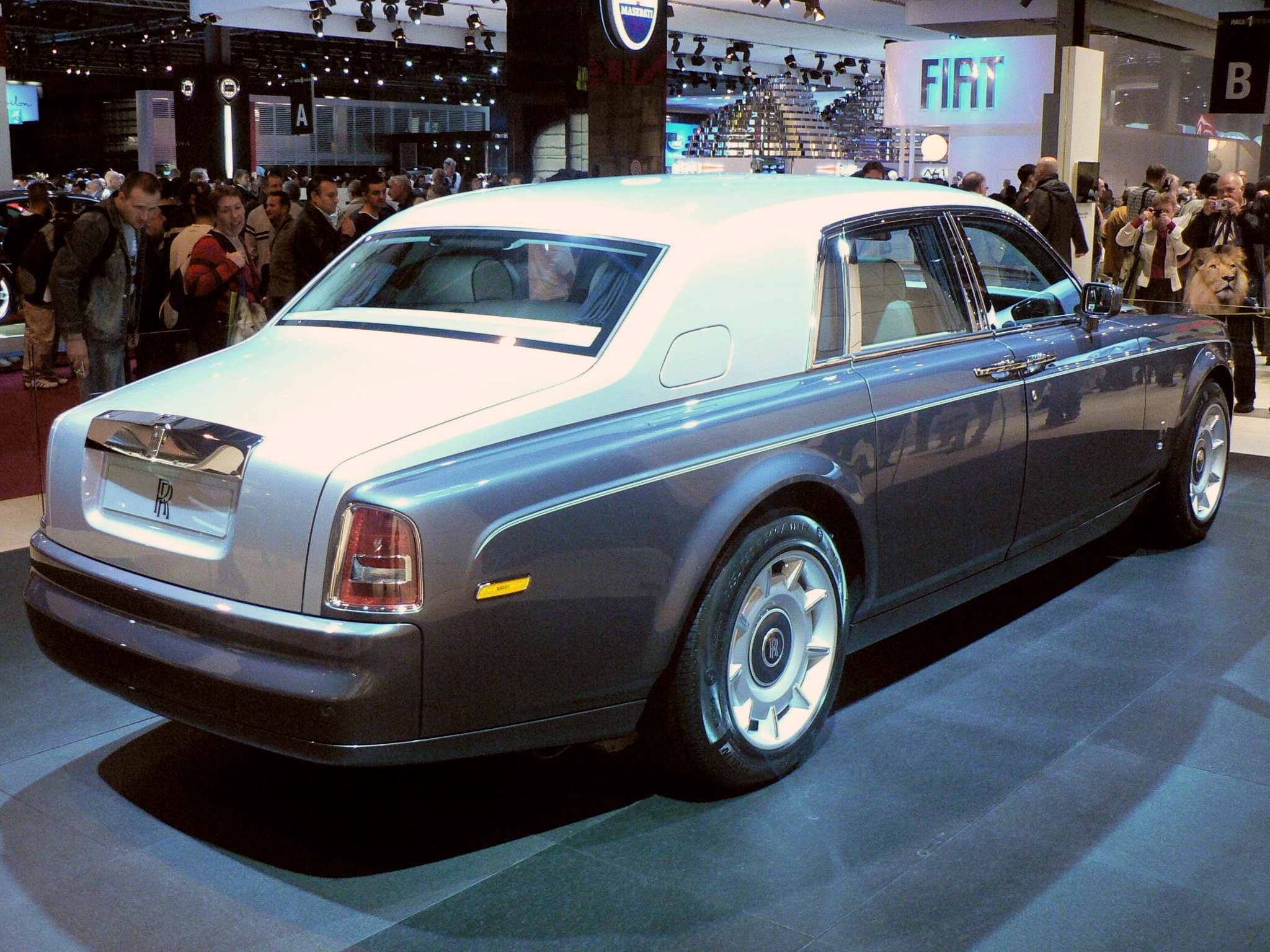
Rolls-Royce Phantom
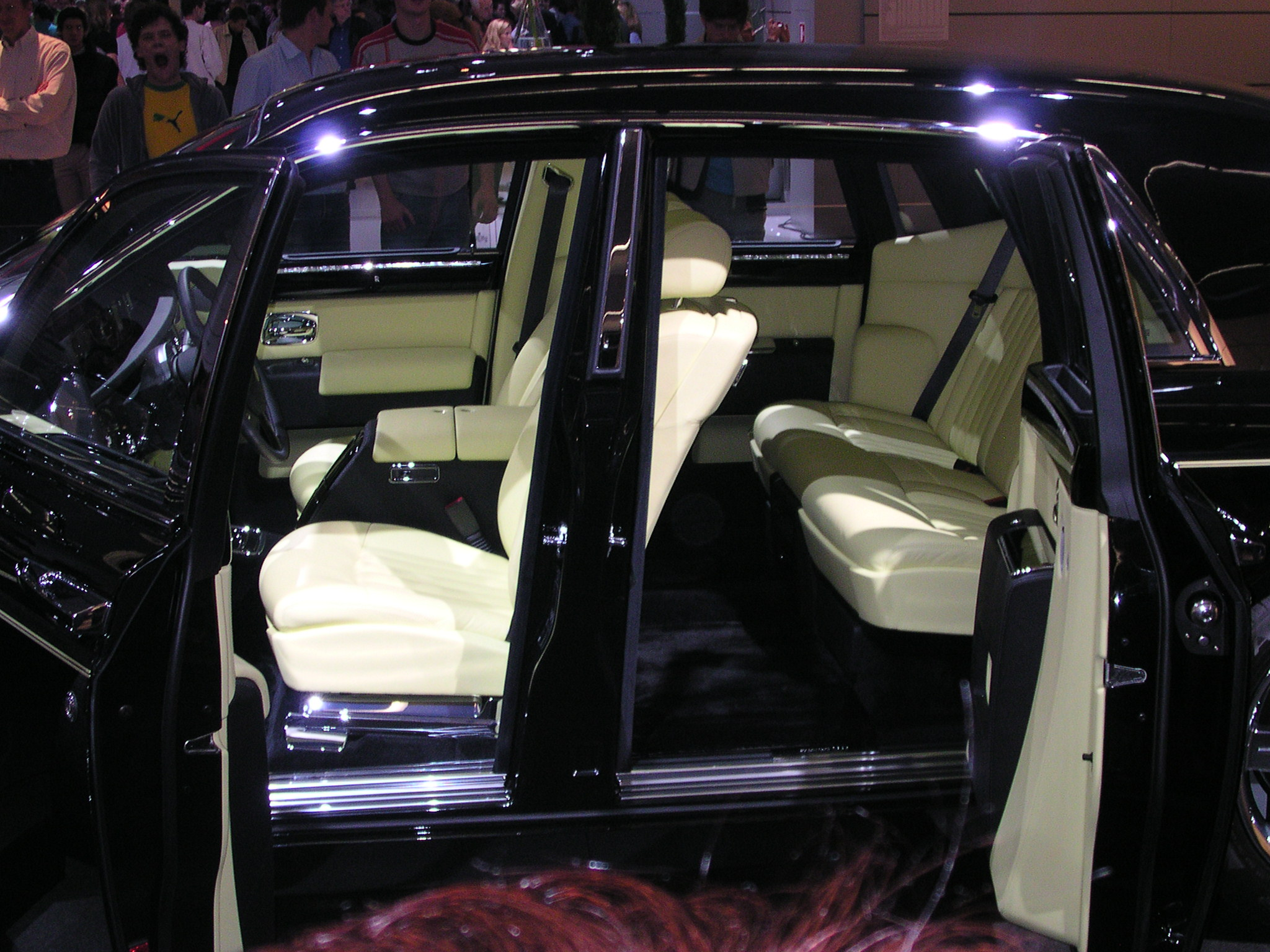
Rolls-Royce Phantom
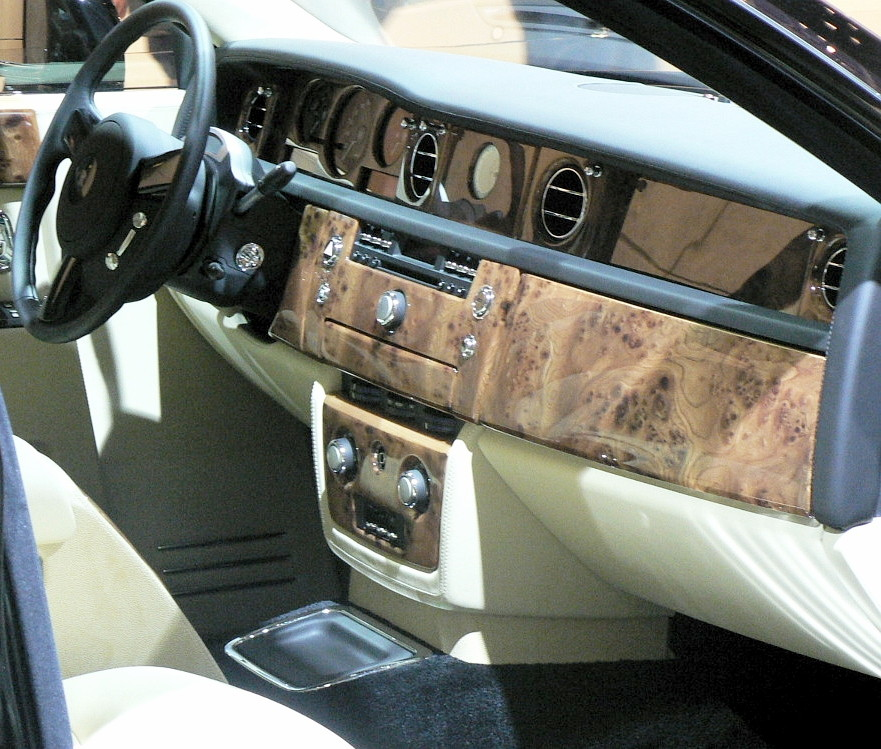
Rolls-Royce Phantom
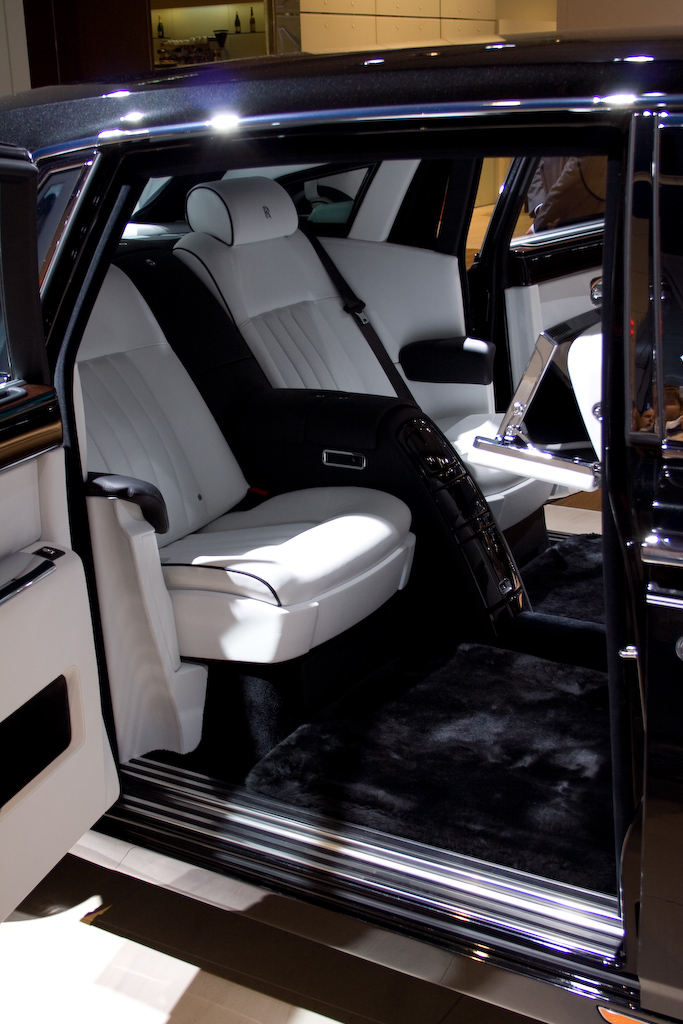
Rolls-Royce Phantom
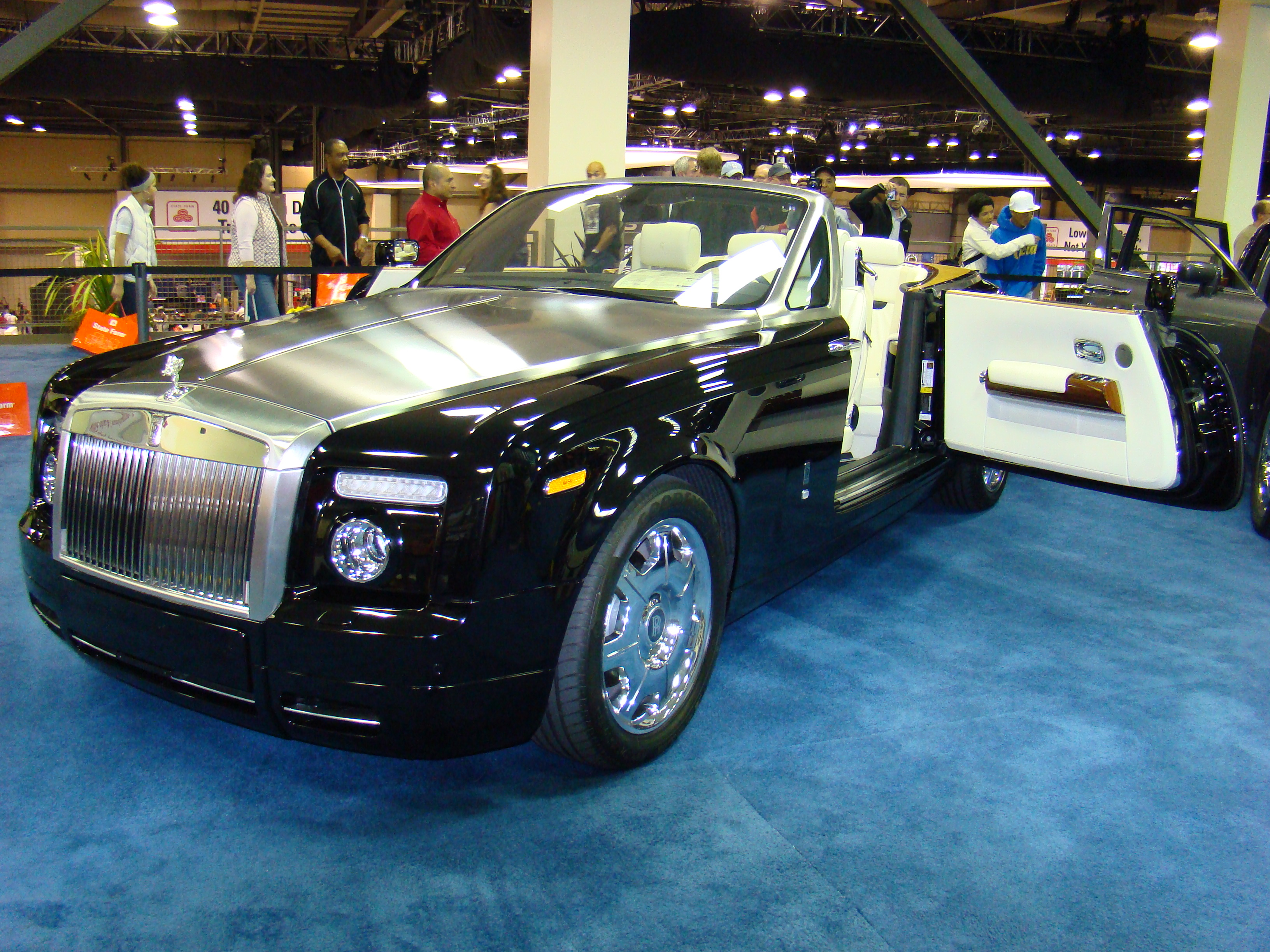
Phantom Drophead Coupé
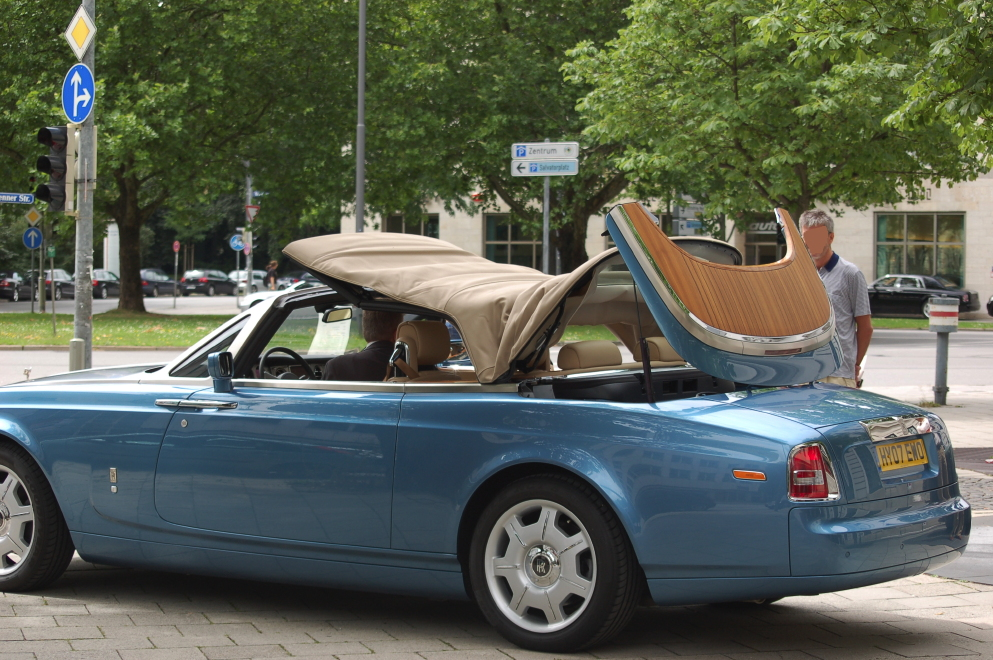
Phantom Drophead Coupé
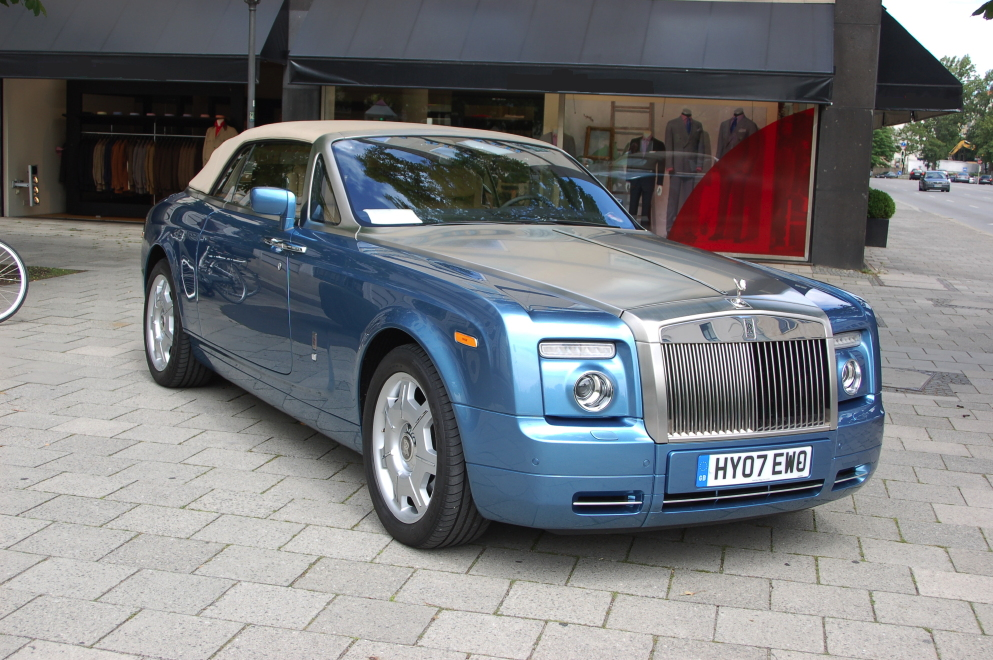
Phantom Drophead Coupé